# Giovanni Losavio
Giovanni Losavio (Massafra, 5 marzo 1872 – Venezia, 11 agosto 1956) è stato un compositore e direttore d'orchestra italiano.

## Biografia
Losavio nacque a Massafra nel 1872 da Arcangelo Raffaele e Maria Addolorata Lanzillotta. Il padre era organista e insegnò le prime nozioni musicali al figlio sul vecchio clavicembalo di famiglia. Fu notato da un suo concittadino, il tenore Giovanni Zaccometti, che lo spronò a continuare gli studi musicali, facilitandone l'ingresso al Conservatorio di San Pietro a Maiella di Napoli. Studiò composizione e orchestrazione con i maestri Punzone (allievo di Gaetano Donizetti) e Serao (allievo di Saverio Mercadante). Concluse gli studi nella città partenopea nel 1899 conseguendo il diploma in Composizione, perfezionandosi poi in pianoforte con il maestro Cesi. Si legò agli ambienti letterari ed artistici del primo Novecento e tenne concerti in diverse città italiane.
La sua produzione artistica comprende circa 150 composizioni che spaziano dalla musica strumentale alla musica sacra, dalle composizioni per strumento solista e voce alle opere per orchestra e banda musicale. 
L'esordio ufficiale avvenne con la romanza Ideale con i versi di Luigi De Giorgi. La sua composizione più nota è Dubbio, una romanza eseguita per la prima volta nel 1898 e cantata varie volte da Enrico Caruso. 
Tra le altre opere: A Maia, Il ritorno di un esule, Notte, Preludio Elegiaco.
Losavio rimase sempre affettivamente legato alla sua città natale, anche quando si trasferì definitivamente a Venezia dove divenne direttore d'orchestra. Alcuni suoi spartiti originali sono conservati presso la Fondazione Ugo e Olga Levi. Morì nella città lagunare l'11 agosto 1956, ma le sue spoglie, secondo il suo desiderio, riposano nella cappella di famiglia presso il cimitero di Massafra.

## Riconoscimenti
- A Giovanni Losavio è stata dedicata una via a Massafra, sua città natale che, nel 2006, in occasione del cinquantenario della sua morte, l'amministrazione comunale ha organizzato una conferenza tenuta dall'organista Gian Vito Tannoia, ed un concerto di brani composti da Losavio, nell'antica chiesa Madre di San Lorenzo Martire.